# Special Providence
Special Providence és un grup hongarès de jazz i rock progressiu. El quartet va néixer el 2004 amb integrants del Departament de Música Ferenc Liszt i l'estudi de música Kőbányai. Toquen fusionant jazz, jazz-rock i rock progressiu. El 2007, van llançar el seu primer àlbum, Space Café. El 2008, el seu segon disc anomenat Labyrinth va assolir reconeixement per la premsa internacional. Al novembre de 2009 van tocar al Festival de Jazz de Londres; i des del 2010, la companyia francesa Musea distribueix la seva música a 15 països.
El 2012 van editar el seu tercer àlbum d'estudi, Soul Alert. El grup fa actuacions continuades a festivals del país i també a l'estranger. Se'ls va convidar a la primera mostra de jazz d'Hongria, de la qual se'n va fer una bona crítica a la revista Jazzwise. Han actuat al costat d'estrelles mundials com Jeff Andrews (americà) i Étienne Mbappé (francès).

## Formació
Membres actuals
Markó Ádám - bateria
Kertész Márton - guitarra
Kaltenecker Zsolt - teclat
Fehérvári Attila - baix
Membres anteriors
Cséry Zoltán - teclat (2004-2014)
Bata István - baix

## Discografia
- Space Café (2007)
- Labyrinth (2008)
- Something Special (DVD, 2010)
- Soul Alert (2012)
- Essence of Change (2015)[3][4]